# Pseudophaloe schausii
Pseudophaloe schausii là một loài bướm đêm thuộc phân họ Arctiinae, họ Erebidae.